# Heinkel HE 2
Хейнкель HE 2 (нем. Heinkel HE  2) — гидросамолёт-разведчик, разработанный в Германии и производившийся в Швеции.
В 1923 году Шведские ВВС заказали Эрнсту Хейнкелю изготовить модернизированную двухместную версию гидросамолета HE 1. В этом же году проект был передан шведской фирме Svenska Aero AB. На самолёт установили английский двигатель Rolls Royce Eagle IX мощностью 360 л. с. и 7,9-мм пулемёт m/22. В Шведских ВМС самолёт получил обозначение S.3. Было произведено шесть экземпляров самолета, последний из которых разбился в 1935 году.

## Лётно-технические характеристики
| Модификация                 | HE 2                      |
| Размах крыла, м             | 17,48                     |
| Длина, м                    | 12,66                     |
| Высота, м                   | 3,90                      |
| Площадь крыла, м²           | 53,6                      |
| Масса пустого самолета, кг  | 1863                      |
| Взлетная масса, кг          | 2475                      |
| Тип двигателя               | 1 ПД Rolls Royce Eagle IX |
| Мощность, л. с.             | 360                       |
| Максимальная скорость, км/ч | 183                       |
| Крейсерская скорость, км/ч  | 150                       |
| Практическая дальность, км  |                           |
| Скороподъемность, м/мин     | 198                       |
| Практический потолок, м     | 4000                      |
| Экипаж, чел                 | 2                         |
| Вооружение:                 | один 7,9-мм пулемет m/22  |